# Université du Wisconsin à Manitowoc
L'université du Wisconsin à Manitowoc (en anglais : University of Wisconsin–Manitowoc) est une université américaine située à Manitowoc dans le Wisconsin.

## Source
- (en) Cet article est partiellement ou en totalité issu de l’article de Wikipédia en anglais intitulé « University of Wisconsin–Manitowoc » (voir la liste des auteurs).